# Onryō

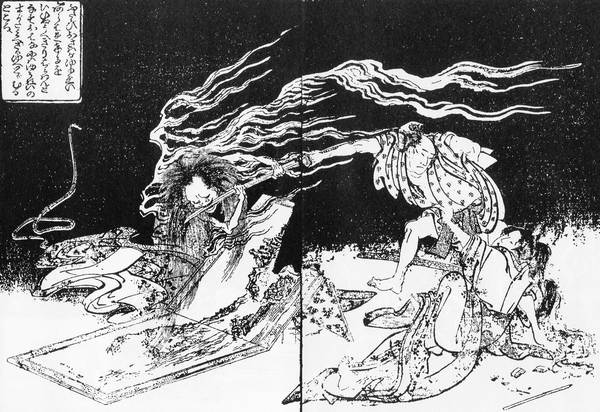
Onryō từ Kinsei-Kaidan-Shimoyonohoshi (近世怪談霜夜星)

Trong tín ngưỡng và văn học truyền thống Nhật Bản, onryō ((怨霊 (Oán Linh)), nghĩa là "linh hồn oán hận", đôi khi khiến "tinh thần phẫn nộ") đề cập đến một con ma (yūrei) được cho là có khả năng gây hại trong thế giới của người sống, làm bị thương hoặc giết chết kẻ thù, hoặc thậm chí gây ra thảm họa thiên nhiên chính xác báo thù để khắc phục những sai lầm mà nó nhận được khi còn sống, sau đó lấy linh hồn của họ khỏi cơ thể đang hấp hối của họ.
Thuật ngữ trùng lặp phần nào với Goryō  (御霊 (Ngự Linh)), ngoại trừ trong giáo phái của goryō, tác nhân diễn xuất không nhất thiết phải là một tinh thần phẫn nộ.

## Ngoại hình
Theo truyền thống, onryō và yūrei khác (ma khác) không có ngoại hình đặc biệt Tuy nhiên, với sự gia tăng phổ biến của Kabuki trong thời kỳ Edo, một trang phục cụ thể đã được phát triển.
Bản chất trực quan cao và với một diễn viên duy nhất thường đảm nhận nhiều vai trò khác nhau trong một vở kịch, Kabuki đã phát triển một hệ thống tốc ký trực quan cho phép khán giả biết ngay về nhân vật nào trên sân khấu, cũng như nhấn mạnh cảm xúc và biểu cảm của diễn viên.
Một bộ trang phục ma bao gồm ba yếu tố chính:
- Mặc áo Kimono màu trắng bị chôn cất, shiroshōzoku (白装束 (Bạch Trang Thú)?) hoặc shinishōzoku (死に装束 (Tử Trang Thú)?)
- Tóc đen hoang dại, nhếch nhác[6][7][a]